# زیردریایی یو-۶۴ (۱۹۳۹)

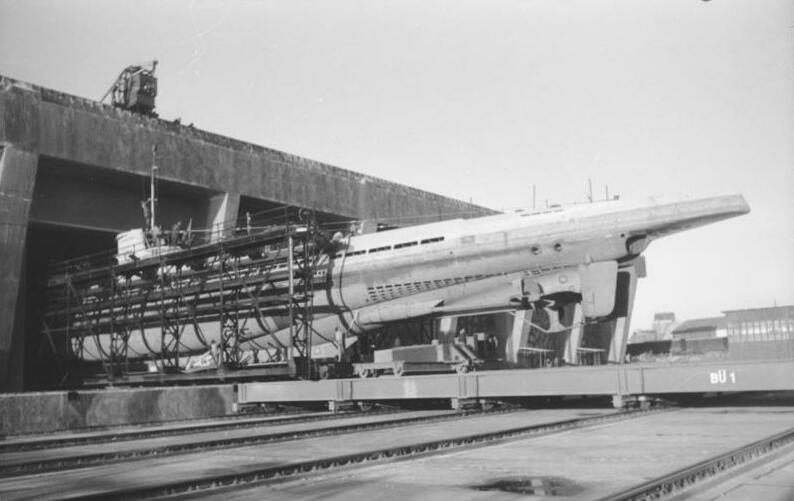
زیردریایی یو-۶۴

زیردریایی یو-۶۴ (۱۹۳۹) (به انگلیسی: German submarine U-64 (1939)) یک زیردریایی بود که طول آن ۷۶٫۵ متر (۲۵۱ فوت) و ارتفاع آن ۹٫۶ متر (۳۱ فوت ۶ اینچ) بود. این زیردریایی در سال ۱۹۳۹ ساخته شد.